# 岡部冬彦

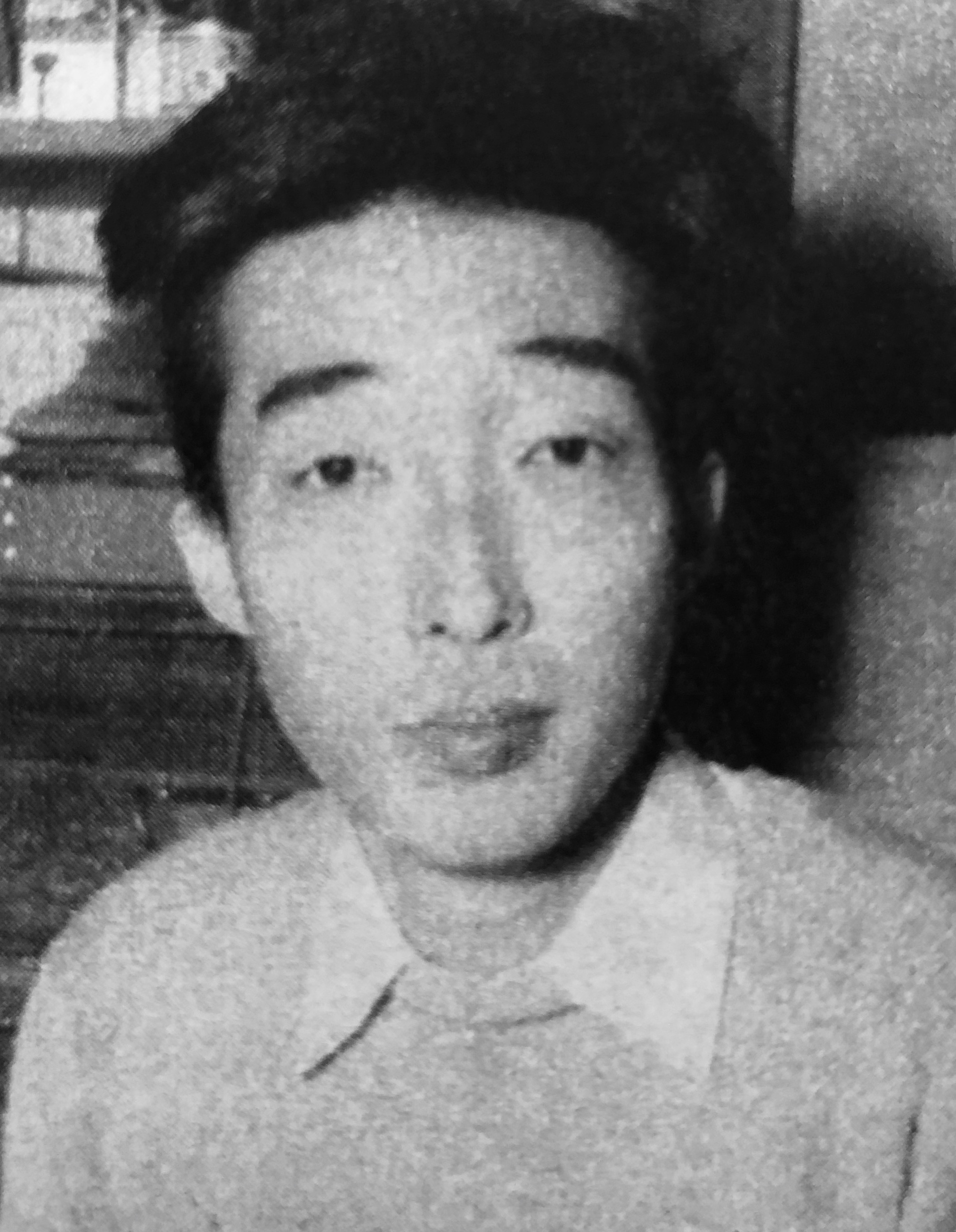
岡部冬彦（1955年）

岡部 冬彦（おかべ ふゆひこ、1922年12月27日 - 2005年5月16日）は、東京出身の漫画家、科学ジャーナリスト。埼玉県さいたま市に在住していた。

## 来歴・人物
東京生まれ。東京美術学校（現東京芸術大学）卒。卒業後、ライオン歯磨宣伝部を経て、漫画家となった。漫画集団同人。名取洋之助が編集していた『岩波写真文庫』の現場で、三木淳、稲村隆正らともに学ぶ。またスタッフだった女性デザイナーと結婚した。
1956年から13年間『週刊朝日』に『アッちゃん』を連載し、サラリーマン家庭の暮らしぶりを子どもの視点からユーモラスに描いた作風で人気を博す。せりふのない4コマ漫画『ベビーギャング』、外国漫画の影響を受けた『アツカマ氏』『オヤカマ氏』などの作品で人気を博した。
ソニーのキャラクターであった「ソニー坊や」や、岩塚製菓の「お子様せんべい」のパッケージに描かれている少年少女のキャラクターも、岡部の手によるものである。しかし、ソニー坊やは1960年代初頭に「国際企業を目指すにはふさわしくない」という理由で、ソニーのキャラクターから外れた。1961年、『アッちゃん』『ベビー・ギャング』で第7回文藝春秋漫画賞を受賞。
大の鉄道・飛行機マニアとしても知られており、漫画家として一線を退いた後は科学ジャーナリストとして活動した。交通・通信・エネルギー問題に関心を寄せ、講演やエッセイの執筆などで活躍し、国際交通安全学会理事や日本旅行作家協会副会長などを務めた。
1989年、紫綬褒章、1995年、勲四等旭日小綬章を受章。
2005年5月16日、心筋梗塞のために82歳で死去した。

## 代表作

### 漫画
- 『アッちゃん』
- 『ベビー・ギャング』
- 『アツカマ氏』
- 『オヤカマ氏』
- 『プリンセスマコちゃん』 - 1960年8月14日から1964年10月4日まで朝日新聞日曜の朝刊に連載。

### 絵本
- 『ちびくろ・さんぼ2』[2]（原題：The Story of Sambo and the Twins, ヘレン・バンナーマン作）
- 『きかんしゃ やえもん』（阿川弘之作）
- 『へりこぷたーのぶんきち』（阿川弘之作）

### エッセイ
- 『岡部冬彦のヒコーキばんざい』

## 映画化された作品
- 『アツカマ氏とオヤカマ氏』
  - 製作：新東宝 1955年7月19日 90分 白黒
  - 監督：千葉泰樹
  - 助監督：土屋啓之助
  - 脚本：笠原良三
  - 出演：上原謙、小林桂樹、森繁久彌
- 『アッちゃんのベビーギャング』
  - 製作：東宝 1961年9月17日 カラー
  - 監督：杉江敏男
  - 助監督：梶田興治
  - 脚本：井手俊郎
  - 出演：小林桂樹、淡路恵子、中村勘九郎、有島一郎
- 『ベビーギャングとお姐ちゃん』
  - 製作：東宝 1961年12月9日 カラー
  - 監督：杉江敏男
  - 助監督：梶田興治
  - 脚本：井手俊郎
  - 出演：小林桂樹、淡路恵子、中村勘九郎、団令子

## 親族
- 兄・岡部一彦（画家、アニメーション作家、登山家）
- 長女・おかべりか（漫画家・挿絵画家）[1]
- 長男・岡部いさく（作家、軍事評論家）[1]
- 次女・水玉螢之丞（イラストレーター）[1]